# Josef Freiermuth
Josef Freiermuth (* 10. Oktober 1901 in Edesheim; † 25. Juni 1994 in Kandel) war ein deutscher Lehrer und Politiker (CDU).

## Leben
Freiermuth besuchte die Volksschule, dann von 1915 bis 1918 die Präparandenschule Edenkoben und anschließend von 1918 bis 1921 die Lehrerbildungsanstalt Speyer. Ab 1921 war er zunächst Aushilfslehrer an verschiedenen Orten, 1925 wurde er Hilfslehrer in Heltersberg, 1927 Lehrer in Arzheim und 1934 in Bellheim. 1940 wurde er Rektor der Volksschule Bellheim. Von 1943 bis 1945 leistete Freiermuth Kriegsdienst als Sanitätsunteroffizier.
1945 erfolgte die Suspendierung als Rektor. Am 18. Juli 1946 lautete der Spruch der Zentralen Säuberungskommission Neustadt: Zurückstufung auf das Gehalt von 1937 und zwei Jahre Vorrückungssperre. Am 3. August 1948 lautete der Säuberungsbescheid des Landeskommissars für die politische Säuberung: nicht betroffen.
1959 wurde er wieder Rektor, 1963 Schulrat bei der Bezirksregierung Pfalz und 1964 Leiter des Kreisschulamts Germersheim.

## Politik
Bis 1933 war Freiermuth in führender Tätigkeit in der katholischen Jugendbewegung aktív. Von 1930 bis 1933 war er Mitglied des Diözesanausschusses des Katholischen Jungmännerverbands (DJK).
1933 wurde er Mitglied in NS-Opferrings, von 1934 bis 1943 war er Mitglied des Nationalsozialistischen Lehrerbundes und ab 1935 Mitglied der NSV. Juli 1937 beantragte er die Aufnahme in die NSDAP und wurde rückwirkend zum 1. Mai desselben Jahres aufgenommen (Mitgliedsnummer 4.931.019).
1952 war er ehrenamtlicher Jugendpfleger im Kreis Germersheim und Vorsitzender der Erziehergemeinschaft im Bund katholischer Erzieher der Pfalz. 1955 wurde er Mitglied der CDU.
1959 wurde er in den vierten Landtag Rheinland-Pfalz gewählt, dem er eine Wahlperiode lang bis 1963 angehörte. Im Landtag war er Mitglied im kulturpolitischen Ausschuss und Petitionsausschuss.